# Michael Jackson’s This Is It
Michael Jackson’s This Is It – film dokumentalny przedstawiający próby Michaela Jacksona do trasy koncertowej This Is It, która nie odbyła się z powodu śmierci piosenkarza.
W weekend otwierający emisję w Stanach Zjednoczonych widzowie na bilety wydali 23 234 394 dolarów amerykańskich.
W oryginale film trwał 100 godzin.

## O filmie
Film oferuje fanom Jacksona jak i miłośnikom muzyki występy za sceną i próby do trasy koncertowej „This Is It”, która miała się odbyć latem w londyńskiej O2 Arena. Kroniki z wiosny 2009 pokazane w filmie zawierają ponad 100 godzin prób do niedoszłego show.
Kenny Ortega, który był partnerem Michaela Jacksona i reżyserem jego koncertów, jest również reżyserem filmu. Za produkcję odpowiada Paul Gangaware.
Film pokazuje piosenkarza, producenta filmowego, architekta, kreatywnego geniusza i wspaniałego artystę, który pracuje nad swym dziełem by dopracować je do perfekcji – to opinia personelu współpracującego z Jacksonem, jak i nad filmem. Większość jego współpracowników w okresie prób do trasy utrzymywała zdanie, że Michael był w świetnej formie i wykazywał wysoką aktywność w próbach jak i stronie technicznej trasy.
W ramach promocji filmu został wydany nowy singel artysty. „This is It” był wyświetlany w kinach od 28 października do 3 grudnia.

## Lista utworów
1. „Wanna Be Startin’ Somethin’”/ ''Speechless" (fragment)
2. „„Jam”
3. „They Don’t Care About Us”
4. „Human Nature”
5. „Smooth Criminal”
6. „The Way You Make Me Feel”
7. „I Want You Back”
8. „The Love You Save”
9. „I'll Be There”
10. „Shake Your Body (Down to the Ground)”
11. „I Just Can't Stop Loving You”
12. „Thriller” / „Threatened”
13. „Beat It”
14. „Black or White”
15. „Earth Song”
16. „Billie Jean”
17. „Man in the Mirror”
18. „This Is It”
19. „Heal the World”